# San Miguel de Horcasitas
San Miguel de Horcasitas är en ort i Mexiko.   Den ligger i kommunen San Miguel de Horcasitas och delstaten Sonora, i den nordvästra delen av landet, 1 600 km nordväst om huvudstaden Mexico City. San Miguel de Horcasitas ligger 394 meter över havet och antalet invånare är 476.
Terrängen runt San Miguel de Horcasitas är huvudsakligen platt, men österut är den kuperad. San Miguel de Horcasitas ligger nere i en dal. Runt San Miguel de Horcasitas är det mycket glesbefolkat, med 6 invånare per kvadratkilometer. Det finns inga andra samhällen i närheten. Omgivningarna runt San Miguel de Horcasitas är i huvudsak ett öppet busklandskap.